# Романовцы
Романовцы — группа политических ссыльных, участников вооружённого протеста в Якутске (1904 г.) и побега из Александровского централа (1905 г.).

## История
18 февраля 1904 г. 56 политических ссыльных забаррикадировались в Якутске в доме местного жителя, якута Романова (отсюда название — «Романовцы»). 50 чел. из них были членами РСДРП, среди которых были большевики А. А. Костюшко-Валюжанич (бывший военный) и В. К. Курнатовский.
«Романовцы» запаслись оружием (топоры, ножи, 25 револьверов, 2 берданки, десяток охотничьих ружей), продовольствием. Они забаррикадировали дом и подняли над ним красный флаг. Якутскому губернатору была послана петиция с требованием смягчить меры надзора за ссыльными. В случае неудовлетворения требований и штурма «романовцы» обещали применить оружие.
Дом был окружен сплошным кольцом солдат, начался обстрел с дальних дистанций. Один «романовец» был убит, трое ранены, в том числе Костюшко-Валюжанич. В. Курнатовский застрелил одного солдата, а второго смертельно ранил. 7 марта «романовцы» сдались. Их судили и приговорили всех к 12 годам каторжных работ.
23 августа «романовцев» отправили в Александровский централ. По дороге один из них попытался бежать, был схвачен и покончил с собой. 23 сентября они прибыли к месту назначения. Большую часть перевели в Иркутскую тюрьму, а 15 человек оставили в Пересыльной тюрьме Александровского централа. Их поместили в барак № 5.
Почти сразу «романовцы» стали готовить побег. Маленькой ручной пилкой они выпилили часть половой доски размером 6 вершков на 1,5 аршин и стали рыть подкоп. Был вырыт уступами колодец глубиной 3 аршина и подземная галерея за наружную стену длиной 40 сажень. Вырытая земля выносилась в кульках в соседний барак, где под полом имелось свободное пространство. Задача по организации побега облегчалась тем, что, во-первых, пол был недавно отремонтирован и изобиловал свежими вставками и, во-вторых, после переклички в 6-7 часов вечера и до 8 часов утра следующих суток барак не посещался тюремной администрацией. Надзиратель лишь изредка заглядывал в смотровое окошко, из которого место работы не было видно. В декабре 1904 г. подкоп был завершен.
Теперь предстояло решить ещё одну задачу: раздобыть транспорт (подводы с лошадьми) и тёплую одежду. Через вольнопоселенцев наняли местных крестьян, договорились о шубах, шапках, валенках. В ночь с 16 на 17 января 1905 г. 15 «романовцев» пролезли через подкоп и, закутавшись в простыни, стали ждать крестьян в условленном месте. После встречи все погрузились на подводы и поехали в сторону Иркутска. По пути они повредили телеграфный провод. Администрация, обнаружив утром исчезновение заключённых, смогла оповестить Иркутск лишь во второй половине дня.
Однако дальше начались неудачи. 6 человек задержали в селе Александровском, ещё 4 человека на железной дороге. Но пятерым все же удалось скрыться. Всех задержанных, а также часть тех «романовцев», которые находились в Иркутской тюрьме, отправили обратно в Александровский централ.
Интересна судьба одного из руководителей «романовцев», Костюшко-Валюжанича Раненый в Якутске, он был доставлен в Иркутскую тюрьму вместе с беременной женой, тоже политической арестанткой. Вскоре он стал отцом. Поправляясь в тюрьме от раны, он написал книгу «Тактика уличного боя» об устройстве и защите баррикад и готовил побег.
В ночь на 30 августа 1905 г. он убрал заранее перепиленную оконную решётку, спустился по верёвке на землю, перебросил через забор «кошку» и скрылся сначала в Иркутске, потом на приисках и в тайге Забайкалья. В октябре 1905 г. он объявился в Чите, где проявил немалую активность. Под фамилией Григорович он стал членом Читинского комитета РСДРП, Председателем Совета рабочих, солдатских и казачьих депутатов, захватившего власть над городом. Он организовывал боевые рабочие дружины и печатался в газете «Забайкальский рабочий».
Костюшко-Валюжанич был арестован и расстрелян 2 марта 1906 г. в Чите. На месте расстрела, у Титовской сопки ему в 1926 г. установлен памятник. Именем А. А. Костюшко-Валюжанича названа улица в Чите.